# 巴雷耶
巴雷耶（法語：Bareilles，法語發音：[baʁɛj]）是法国上比利牛斯省的一个市镇，属于巴涅尔德比戈尔区。

## 地理
巴雷耶（42°53'48"N, 0°25'26"E）面积20.84 平方千米，位于法国奧克西塔尼大區上比利牛斯省，该省份为法国西南部内陆省份，北至热尔省，西接大西洋比利牛斯省，南与西班牙接壤，东临上加龙省。
与巴雷耶接壤的市镇（或旧市镇、城区）包括：热佐、韦伊堡、博代尔卢龙、卡佐代巴、费雷尔、里镇。

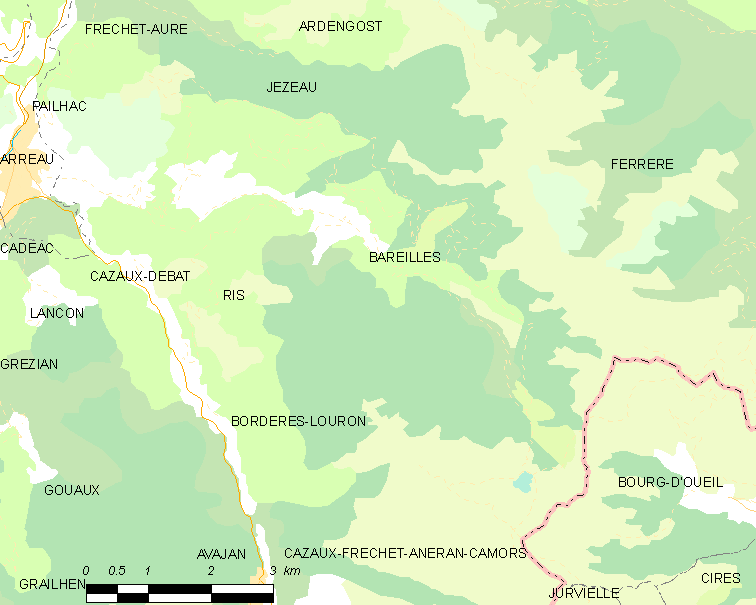
巴雷耶的OSM定位图

巴雷耶的时区为UTC+01:00、UTC+02:00（夏令时）。

## 行政
巴雷耶的邮政编码为65240，INSEE市镇编码为65064。

## 政治
巴雷耶所属的省级选区为内斯特-欧尔-卢龙县。

## 人口

1962-2008年间巴雷耶人口变化图示

巴雷耶于2022年1月1日时的人口数量为39人。